# Antrostomus rufus
El chotacabras colorado, chotacabras rojizo, chotacabras rufo, chotacabra castaña, atajacaminos colorado, tapacamino moreno, aguaitacamino rufo, guardacaminos colorado o pocoyo rojizo (Antrostomus rufus) es una especie de ave de la familia Caprimulgidae que vive en Centro y Sudamérica.

## Distribución
Se encuentra en Argentina, Bolivia, Brasil, Colombia, Costa Rica, Ecuador, la Guayana francesa, Guyana, Panamá, Paraguay, Perú, Santa Lucía, Surinam, Trinidad y Tobago y Venezuela.

## Hábitat
Sus hábitats naturales son los bosques tropicales, tanto húmedos como secos, también puede vivir en las arboledas ampliamente degradadas y matorrales de sabana, principalmente en terrenos ondulados, hasta los 1000 m de altitud.

## Descripción
En promedio mide 28 cm de longitud y pesa 95 g. Es de color castaño a rufo opaco, con vermiculaciones y con listas negras gruesas en la coronilla, la nuca y la espalda. La hembra es más clara y menos rufa. La cara y la garganta presentan barras y motas rufas y negras. Tiene una faja color anteada a través de la parte baja del pecho y el vientre y, coberteras infracaudales color ocre con barreteado negro. Presenta manchas negras con bordes color ante, en la zona escapular y en las coberteras alares y, barras rufas y negras en las remeras. Las terciales son color ante, con un jaspeado negro. La cola es rufa con pintas negras. La mitad dinferior de las tres plumas timoneras externas del macho, es blanca, con borde rojizo. El pico es corto, ancho y negro y las patas grisáceas.